# Nuraghe Adoni
Le nuraghe Adoni est un complexe nuragique datant de l'Âge du bronze situé dans la municipalité de Villanova Tulo, dans la province de Sardaigne du Sud, en Italie. Le site est situé sur une colline, au centre de la région historique du Sarcidano (it).

## Description
Le complexe nuragique Adoni comprend un nuraghe, composé d'une tour centrale et d'un bastion, et un village autour. Sur le site, on a trouvé plusieurs artéfacts de céramique et un fragment d'anse de pichet en bronze.